# Oscar Sales Bueno Filho
Oscar Sales Bueno Filho, beter bekend onder zijn spelersnaam Dicá (Campinas, 13 juli 1947) is een voormalig Braziliaans profvoetballer. Hij speelde het grootste deel van zijn carrière voor Ponte Preta.